# Sân bay quốc tế Durban
Sân bay quốc tế Durban (IATA: DUR, ICAO: FADN), tên trước đây là Sân bay Louis Botha, là một sân bay nằm ở Durban, Nam Phi.
Đây là sân bay quốc tế nhỏ nhất trong 3 sân bay quốc tế của Nam Phi, sau Sân bay quốc tế Johannesburg và Sân bay quốc tế Cape Town, với một đường băng hướng bắc-nam giáp kênh đào Umlazi về phía bắc và khu vực công nghiệp Prospecton về phía nam. Trong những năm gần đây, lượng khách quốc tế tại sân bay này đã sụt giảm. Trong một thời gian ngắn, hãng Singapore Airlines là hãng hàng không duy nhất có các chuyến bay liên lục địa nối với Durban, nhưng ngày 1 tháng 12 năm 2008, hãng Emirates Airline sẽ bắt đầu các chuyến bay thẳng đến Dubai. 
Trong năm tài chính 2007 (tháng 4/2007-tháng 3/2008), sân bay này phục vụ gần 4,4 triệu lượt khách.
Đang có kế hoạch dời sân bay này đến King Shaka International (KSIA), một kế hoạch được duyệt năm 2007, và công việc xây dựng đã bắt đầu tháng 9 năm 2007. KSIA dự tính sẽ được hoàn tất kịp cho kỳ 2010 FIFA World Cup.

## Các hãng hàng không và các tuyến điểm
- 1Time (Cape Town, Johannesburg)
- Air Mauritius (Port Louis)
- British Airways
  - Comair (Cape Town, Johannesburg)
- Emirates (Dubai) [begins ngày 1 tháng 12 năm 2008]
- Kulula.com (Cape Town, Johannesburg, Lanseria, Port Elizabeth)
- Linhas Aéreas de Moçambique (Maputo)
- Mango (Cape Town, Johannesburg)
- South African Airways (Cape Town, Johannesburg)
  - South African Airlink (Bloemfontein, George, Maputo, Nelspruit)
  - South African Express (East London, Johannesburg, Port Elizabeth)